# Alfabet N'ko
L'alfabet N'Ko (mandenkà: ߒߞߏ) és un alfabet ideat per Solomana Kante en 1949 com a sistema d'escriptura per als diferents parlars de la llengua mandenkà d'Àfrica Occidental. N'Ko significa ‘Jo dic’, en totes aquestes parles. La seva entitat normativa és la Kurukan fuwa gbara.
El N'Ko va començar a usar-se públicament a Kankan, Guinea, per transcriure la llengua maninka a principis de la dècada de 1950. El 14 d'abril és el Dia de l'alfabet N'Ko, a causa que en aquesta data de 1949 va ser quan es va donar per finalitzat el disseny de l'escriptura.
Té algunes similituds amb l'alifat o alfabet àrab, principalment el sentit de l'escriptura (de dreta a esquerra) i la interconnexió gràfica de les lletres.
La introducció de l'alfabet va venir acompanyada d'un moviment que va promocionar la literatura escrita en N'Ko entre els parlants de la llengua mandenkà d'Àfrica Occidental.
S'usa principalment en Guinea i Costa d'Ivori (per escriure les llengües maninka i julà, respectivament) i també compta amb una activa comunitat d'usuaris a Mali (per escriure en bambara). Els textos publicats en N'Ko inclouen una traducció de l'Alcorà, diversos llibres de text educatius sobre física i geografia, treballs poètics i filosòfics, descripcions de medicina tradicional, un diccionari i nombrosos periòdics locals.
En 2006 va ser aprovada la codificació per al N'Ko en el sistema Unicode 5.0. Posseeix el codi ISO 15924 Nkoo.

## Lletres

### Vocals
| ɔ | o | u | ɛ | i | e | a |
|   |   |   |   |   |   |   |

### Consonants
| ra | fa | cha | ja | ta  | pa | ba  |
|    |    |     |    |     |    |     |
| ma | la | ka  | fa | gba | sa | rra |
|    |    |     |    |     |    |     |
| n' |    | ya  | wa | ha  | na | nya |
|    |    |     |    |     |    |     |

### Nombres
| 0 | 1 | 2 | 3 | 4 | 5 | 6 | 7 | 8 | 9 |
| - | - | - | - | - | - | - | - | - | - |
| ߀ | ߁ | ߂ | ߃ | ߄ | ߅ | ߆ | ߇ | ߈ | ߉ |